# Йозеф (Саксония-Алтенбург)
Йозеф Георг Фридрих Ернст Карл (на немски: Joseph Georg Friedrich Ernst Karl von Sachsen-Altenburg; * 27 август 1789, Хилдбургхаузен; † 25 ноември 1868, Алтенбург) е от 1834 до 1848 г. херцог на Саксония-Алтенбург.

## Живот
Йозеф е син на херцог Фридрих фон Саксония-Алтенбург (1763 – 1834), от 1826 г. херцог на Саксония-Алтенбург, и неговата съпруга принцеса Шарлота Георгина Луиза фон Мекленбург-Щрелиц (1769 − 1818), дъщеря на херцог Карл II от Мекленбург (1741 – 1816) и принцеса Фридерика Каролина Луиза фон Хесен-Дармщат (1752 – 1782). Майка му е сестра на пруската кралица Луиза и на хановерската кралица Фридерика.
Раждането на крон-принца е поздравено в Хилдбургхаузен с гърмежи на топове и масонската ложа поръчва по този случай една златна монета. Негови кръстници стават император Йозеф II, Джордж III от Великобритания и крал Фридрих II от Прусия.
По традиция принцът изучава дърводелство. През 1806 г., по желание на майка му, той започва да следва в университет в Ерланген. По случай женитбата на сестра му Тереза с баварския крон-принц Лудвиг през 1810 г. Йозеф е приет в Хубертус-орден. Йозеф и брат му Георг се бият през 1814 г. със съюзниците против Франция. По-късно Йозеф става генерал-майор на саксонска служба.
На 24 април 1817 г. Йозеф се жени в Кирххайм унтер Тек за херцогиня Амалия фон Вюртемберг (* 28 юни 1799, † 28 ноември 1848), дъщеря на херцог Лудвиг фон Вюртемберг (1756–1817) и Хенриета фон Насау-Вайлбург (1780–1857).
Още от 1830 г. Йозеф е сърегент на баща му и го последва след смъртта му през 1834 г. като херцог на Саксония-Алтенбург. Йозеф трябва да напусне управлението по време на гражданската революция през 1848 г. На 30 ноември 1848 г., два дена след смъртта на съпругата му, Йозеф се отказва от трона, понеже няма синове, в полза на брат му Георг. След това Йозеф живее преди всичко в ловния дворец Фрьолихе Видеркунфт във Волферсдорф. Той помага на научни проекти и такива от изкуството. В двореца той посреща на 30 юни 1866 г. след битката при Лангензалца своя зет, точно сваленият крал Георг V от Хановер, който от там отива в своето изгнание в Австрия.

## Деца
Йозеф и съпругата му Амалия имат шест дъщери:
- Мария (1818 – 1907), ∞ 1843 крал Георг V фон Хановер (1819 – 1878)
- Паулина (1819 – 1825)
- Тереза (1823 – 1915), не се омъжва. Неин кандидат е император Наполеон III
- Елизабет (1826 – 1896), ∞ 1852 велик херцог Петер II фон Олденбург (1827 – 1900), син на велик херцог Август фон Олденбург
- Александра (1830 – 1911), ∞ 1848 велик княз Константин от Русия (1827 – 1892), син на цар Николай I
- Луиза (1832 – 1833)